# جيسي تيمرمانز
جيسي تيمرمانز (بالهولندية: Jesse Timmermans)‏ هو لاعب كرة مضرب هولندي، ولد في 17 مارس 1989 في Vlijmen ‏ في هولندا.

## وصلات خارجية
- جيسي تيمرمانز على موقع رابطة محترفي التنس (الإنجليزية)
- جيسي تيمرمانز على موقع الاتحاد الدولي لكرة المضرب (الإنجليزية)
- جيسي تيمرمانز على موقع خلاصة التنس.كوم (الإنجليزية)